# 시에라네바다산맥 (미국)
시에라네바다산맥(영어: Sierra Nevada)은 미국 캘리포니아주에 위치한 산맥으로 일부는 네바다주에 접한다. 캘리포니아 센트럴밸리와 그레이트베이슨 사이에 있다. 카슨 레인지 스퍼(Carson Range spur)는 주로 네바다주에 있지만 범위의 대부분은 캘리포니아 주에 있다. 시에라네바다산맥은 아메리카 대륙의 서부 "척추"를 형성하는 거의 연속적인 산맥 체인인 아메리칸 코르디예라(American Cordillera)의 일부이다.
시에라 산맥은 남북으로 640km 길이로 뻗어 있으며, 폭은 동서로 80km에서 130km에 이른다. 주목할만한 특징으로는 부피 기준으로 세계에서 가장 큰 나무인 제너럴 셔먼(General Sherman), 북미 최대의 고산 호수인 타호호(Lake Tahoe), 미국에서 가장 높은 지점인 4,421m의 휘트니산(Mount Whitney), 그리고 1억년 된 화강암이 빙하에 의해 조각된 요세미티 계곡에는 높은 폭포가 있다. 시에라에는 3개의 국립공원, 26개의 야생 지역, 10개의 국유림, 2개의 국립 기념물이 있다. 이러한 지역에는 요세미티 국립공원, 세쿼이아 국립공원, 킹스 캐니언 국립공원이 포함된다. 데블스 포스트파일 국립 기념물(Devils Postpile National Monument)도 있다.
1억여 년 전 네바다 조산운동 동안 지하 깊은 곳에서 화강암이 형성되었다. 이 산맥은 500만 년 전에 융기되기 시작했고, 빙하의 침식으로 인해 화강암이 노출되어 밝은 색의 산과 절벽이 형성되어 산맥을 이루고 있다. 융기는 시에라 네바다 산맥에 다양한 고도와 기후를 일으켰으며, 이는 5개의 생활 구역(유사한 식물과 동물 군집이 있는 지역)의 존재로 반영된다. 지각력으로 인한 단층으로 인해 융기가 계속되어 시에라 남부의 동쪽 가장자리를 따라 장엄한 단층 절벽이 만들어진다.
시에라네바다산맥은 캘리포니아와 미국의 역사에서 중요한 역할을 해왔다. 캘리포니아 골드 러시는 1848년부터 1855년까지 서쪽 산기슭에서 발생했다. 접근이 불가능했기 때문에 이 산맥은 1912년까지 완전히 탐험되지 않았다.

## 같이 보기
- 존 뮤어 트레일(JMT, en:John Muir Trail)